# Скибінецький Олександр Матвійович
Олекса́ндр Матві́йович Скибіне́цький (нар. 26 серпня 1947, місто Часів Яр, Бахмутський район, Донецька область) — український політик, військовий державний діяч, колишній народний депутат України. Президент Благодійної організації «Фонд підтримки національної безпеки України». Генерал-лейтенант (з серпня 1996).

## Освіта
З 1965 до 1970 року навчався на факультеті іноземних мов Харківського державного університету.

## Кар'єра
- 1993–1995 — начальник Головного управління контррозвідки СБУ.
- З липня 1995 — заступник Голови, лютий 1996 — травень 1998 — перший заступник Голови СБУ.
- Травень 1998 — 1999 — заступник голови Комітету з питань розвідки при Президентові України.
- Лютий — березень 2005 — перший заступник Голови СБУ.

Член Комісії з питань інформаційної безпеки (лютий 1998 — липень 2000). Член Комісії при Президентові України у питаннях громадянства (квітень 1996 — жовтень 1998).
Володіє англійською та польською мовами.
Захоплюється історичною та мемуарною літературою.

## Сім'я
Українець. Дружина Людмила Володимирівна (1945) — фахівець з організації міжнародних виставок, пенсіонер. Дочка Яна (1969) — дипломат, радник МЗС України.

## Парламентська діяльність
Народний депутат України 5-го скликання з 25 травня 2006 до 12 червня 2007 від «Блоку Юлії Тимошенко», № 61 в списку. На час виборів: президент Благодійної організації «Фонд підтримки національної безпеки України», безпартійний. Член фракції «Блок Юлії Тимошенко» (з травня 2006). Голова підкомітету з питань правового забезпечення основ державної безпеки Комітету з питань національної безпеки і оборони (з липня 2006). 12 червня 2007 достроково припинив свої повноваження під час масового складення мандатів депутатами-опозиціонерами з метою проведення позачергових виборів до Верховної Ради України.
Народний депутат України 6-го скликання з 23 листопада 2007 до 12 грудня 2012 від «Блоку Юлії Тимошенко», № 61 в списку. На час виборів: тимчасово не працював, безпартійний. Член фракції «Блок Юлії Тимошенко» (з листопада 2007). Голова підкомітету з питань державної безпеки Комітету з питань національної безпеки і оборони (з грудня 2007).
Очолював ТСК з питань реформування Служби безпеки України та його законодавчого забезпечення (2009).

## Нагороди, державні ранги
- Відзнака «Іменна вогнепальна зброя» (26 серпня 1997) — за вагомий особистий внесок у забезпечення державної безпеки України[3]